# Benjamin Franklin Howell

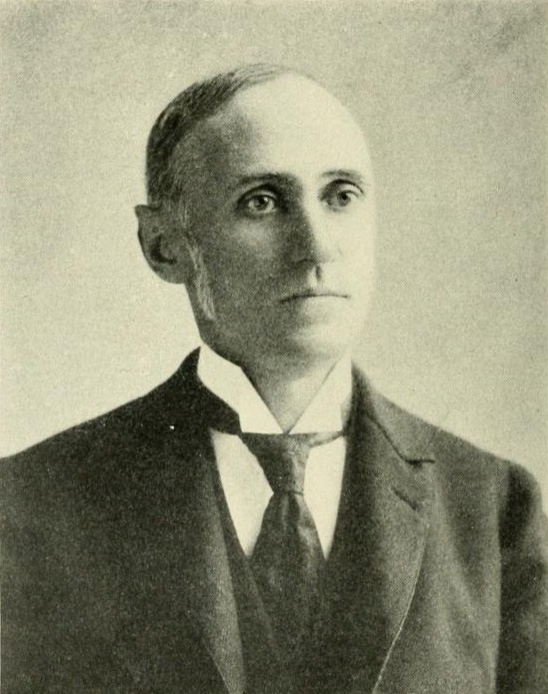
Benjamin Franklin Howell

Benjamin Franklin Howell (* 27. Januar 1844 in Cedarville, Cumberland County, New Jersey; † 1. Februar 1933 in New Brunswick, New Jersey) war ein US-amerikanischer Politiker. Zwischen 1895 und 1911 vertrat er den Bundesstaat New Jersey im US-Repräsentantenhaus.

## Werdegang
Benjamin Howell besuchte die öffentlichen Schulen seiner Heimat und danach das Fort Edward Institute in New York. Während des Bürgerkrieges diente er seit 1862 in einer Freiwilligeneinheit aus New Jersey im Heer der Union. Nach dem Krieg ließ er sich in South Amboy nieder, wo er im Handel arbeitete. Zwischen 1882 und 1892 war er Vormundschaftsrichter (Surrogate) im Middlesex County. Howell wurde auch im Bankgewerbe aktiv und brachte es dort bis zum Präsidenten der People’s National Bank of New Brunswick. Bei der New Brunswick Savings Institution war er Vizepräsident. Überdies begann er als Mitglied der Republikanischen Partei eine politische Laufbahn.
Bei den Kongresswahlen des Jahres 1894 wurde Howell im dritten Wahlbezirk von New Jersey in das US-Repräsentantenhaus in Washington, D.C. gewählt, wo er am 4. März 1895 die Nachfolge von Jacob Augustus Geissenhainer antrat, den er bei der Wahl geschlagen hatte. Nach sieben Wiederwahlen konnte er bis zum 3. März 1911 acht Legislaturperioden im Kongress absolvieren. In diese Zeit fielen der Spanisch-Amerikanische Krieg von 1898 und dessen Folgen. Von 1903 bis 1911 war Benjamin Howell Vorsitzender des Einwanderungs- und Einbürgerungsausschusses. Im Juni 1896 nahm er als Delegierter an der Republican National Convention in St. Louis teil, auf der William McKinley als Präsidentschaftskandidat nominiert wurde. Von 1907 bis 1910 gehörte er der Bundeseinwanderungskommission an. Im Jahr 1910 unterlag er dem Demokraten Thomas J. Scully.
Nach dem Ende seiner Zeit im US-Repräsentantenhaus zog sich Benjamin Howell aus der Politik zurück. Er starb am 1. Februar 1933 in New Brunswick.